# هنريك غروسمان
هنريك غروسمان (14 أبريل 1881 – 24 نوفمبر 1950) اقتصادي بولندي، ومؤرخ وماركسي ثوري نشط في كل من بولندا وألمانيا.
كانت مساهمة غروسمان الرئيسية في النظرية السياسية والاقتصادية هي كتابه، قانون تكديس وانهيار النظام الرأسمالي، دراسة في نظرية الأزمة الماركسية. تم نشره في لايبزيغ قبل أشهر من انهيار سوق الأسهم عام 1929.

## بداية حياته وتعليمه
ولد غروسمان باسم تشاسكيل غروسمان لعائلة يهودية بولندية مزدهرة نسبيًا في كراكوف، بولندا (كانت في حينها جزءًا من غاليسيا النمساوية). على الرغم من اندماج والديه في مجتمع كراكوف، غير أنهما تأكدا من ختان أبنائهما وتسجيلهما كأعضاء في الجالية اليهودية. توفي والده عن عمر يناهز 54 عامًا عندما كان هنريك يبلغ من العمر 15 عامًا.
انضم إلى الحركة الاشتراكية نحو عام 1898، وأصبح عضوًا في الحزب الاشتراكي الديمقراطي في غاليسيا (جي بّي إس دي)، أحد فروع حزب العمال الاشتراكي الديمقراطي النمساوي. كان الحزب الاشتراكي الديمقراطي، بقيادة إغناسي داشينسكي، ماركسيًا بشكل رسمي، لكن يسيطر عليه القوميون البولنديون المقربون من الحزب الاشتراكي البولندي (بّي بّي إس). عندما تم تشكيل الحزب الاشتراكي الديمقراطي الأوكراني في غاليسيا (يو إس بّي دي) في عام 1899، تحول الحزب الاشتراكي الديمقراطي في غاليسيا إلى الحزب الاشتراكي الديمقراطي البولندي (بي بي إس دي) وتم تعزيز التيار القومي البولندي. قاد غروسمان مقاومة الماركسيين الأرثوذكس لهذا التيار. جنبًا إلى جنب مع كارل راديك، كان نشطًا في الحركة الطلابية الاشتراكية، ولا سيما في روش (الحركة)، والتي ضمت أعضاء من الحزب الاشتراكي الديمقراطي البولندي وكذلك من الحزبين الاشتراكيين في مملكة بولندا وهما الحزب الاشتراكي البولندي والديمقراطي الاشتراكي في مملكة بولندا وليتوانيا (سدكبيل – بقيادة روزا لوكسمبورغ و ليو يوغيتشز). كان الشخصية الرئيسية في صحيفة زيدنوشينيي(التوحيد)، التي اتخذت توجهًا قريبًا من توجه سدكبيل، ضد سياسة الجهاز المركزي لروش المؤيدة للحزب الاشتراكي البولندي، برومين-الذي تعرض لانتقادات من قبل الحزب الديمقراطي الاشتراكي البولندي وصحيفته نابرزود.
خلال هذه الفترة، تعلم غروسمان اللغة اليديشية وانخرط في حركة العمال اليهود في كراكوف. كان غروسمان السكرتير المؤسس وواضع النظريات للحزب الاشتراكي الديمقراطي اليهودي في غاليسيا في عام 1905. انفصل الحزب الاشتراكي الديمقراطي اليهودي في غاليسيا عن الحزب الاشتراكي الديمقراطي البولندي بسبب اعتقاد الأخير بأن العمال اليهود يجب أن يندمجوا في الثقافة البولندية. اتخذ موقفًا قريبًا من الجبهة اليهودية العامة، وكان ينتقد الصهيونية العمالية في حركة عمال صهيون وكذلك الأشكال الاستيعابية للاشتراكية. سعى الحزب الاشتراكي الديمقراطي اليهودي إلى الانضمام إلى حزب العمال الاشتراكي الديمقراطي النمساوي (الحزب العام)، لكن تم رفض ذلك. ومع ذلك، كان الحزب الاشتراكي الديمقراطي اليهودي نشطًا إلى جانب الحزب العام، على سبيل المثال من أجل حق الاقتراع العمومي.
حصل غروسمان على إجازة الطب الشرعي عام 1908 من جامعة ياغيلونيا. في نهاية عام 1908، ذهب إلى جامعة فيينا للدراسة مع المؤرخ الاقتصادي الماركسي كارل غرونبيرغ، وانسحب من دوره القيادي في الحزب الديمقراطي الاشتراكي اليهودي (على الرغم من أنه ظل في منصبه التنفيذي حتى عام 1911 وكان على اتصال بمجموعة الحزب الديمقراطي الاشتراكي اليهودي الصغيرة في فيينا، نادي فرديناند لاسال). مع تدمير الإمبراطورية النمساوية المجرية في نهاية الحرب العالمية الأولى، أصبح غروسمان خبيرًا اقتصاديًا في بولندا، وانضم إلى الحزب الشيوعي البولندي.

## مسيرته المهنية
منذ عام 1922 حتى عام 1925، كان غروسمان أستاذًا للاقتصاد في الجامعة البولندية الحرة في وارسو. هاجر عام 1925 هربًا من الاضطهاد السياسي. دعاه معلمه السابق كارل غرونبيرغ في نفس العام للانضمام إلى المعهد الماركسي للبحوث الاجتماعية في فرانكفورت.
أجبره وصول هتلر إلى السلطة في عام 1933 على الذهاب أولًا إلى باريس، ثم عبر بريطانيا إلى نيويورك، حيث ظل في عزلة نسبية منذ عام 1937 حتى عام 1949. في ذلك العام تولى منصب الأستاذية في الاقتصاد السياسي في جامعة لايبزيغ في ألمانيا الشرقية.
على الرغم من كون كتاب غروسمان قانون تكديس وانهيار النظام الرأسمالي (1929) هو أحد المنشورات الأولى لكلية فرانكفورت، غير أنه كان متاحًا فقط بالترجمة الإنجليزية في عام 1979 من قبل يايروس باناجي، لصالح منظمة تروتسكية هندية، أسمها ميل المنصة. الطبعة الأخيرة هي: الرقم حسب المقياس الدولي لترقيم الكتب 0-7453-0459-1. ومع ذلك، فهي نسخة مختصرة وتفتقر إلى الفصل الختامي المهم للأصل الألماني.